# سان بيدرو بيسكادور
بلدية سان بيدرو بيسكادور (بالإسبانية: San Pedro Pescador) هي بلدية تقع في مقاطعة جرندة التابعة لمنطقة كتالونيا شمال شرق إسبانيا.

## الديموغرافيا
بلغ عدد سكان بلدية سان بيدرو بيسكادور 2.108 نسمة عام 2011 (وفقاً للمعهد الوطني الإسباني للإحصاء).
| 1.330 | 1.377 | 1.577 | 1.775 | 1.878 | 2.029 | 2.108 |